# Ministerio de Industria Automotriz (Unión Soviética)
El Ministerio de la Industria Automotriz de la Unión Soviética (abreviado como Minavtoprom, en ruso: Министерство автомобильной промышленности СССР) fue un ministerio estatal en la Unión Soviética.

## Historia
El Ministerio de la Industria Automotriz operaba alrededor de 300 plantas y numerosas organizaciones de investigación y desarrollo. La mayoría de las instalaciones clave pertenecían a una asociación de producción, y la mayoría de las asociaciones consistían en una planta líder de ensamblaje final y numerosas plantas satélite. Ocho asociaciones de producción produjeron casi todos los camiones y aproximadamente la mitad de todos los autobuses, cuatro produjeron casi todos los turismos soviéticos. A mediados de la década de 1980, el ministerio produjo alrededor de 250 modelos y modificaciones de Camiones, 60 automóviles y 35 autobuses, y 50 tipos de remolques y accesorios. El ministerio también mantuvo su propia base interna de I+D para el diseño de vehículos y el desarrollo de tecnología de producción.
Antes de 1965, la Industria automotriz estaba subordinada a varias organizaciones administrativas diferentes, entre ellas, la Administración Central de Plantas Automotrices del Estado (1922-1941), el Comisariado del Pueblo para la Construcción de Máquinas Medianas (1941-1945), el Ministerio de la Industria del Automóvil (1945-1947), el Ministerio de la Industria del Automóvil y Tractores (1947-1953), el Ministerio de Construcción de Maquinaria (1953-1954) y el Ministerio de la Industria del Automóvil (1955-1957). En 1957, la mayoría de los ministerios industriales fueron abolidos y reemplazados por consejos económicos regionales.
En 1965 se introdujo la actual estructura Ministerial. Las asociaciones de producción se introdujeron a mediados de la década de 1960 para aumentar la eficiencia de la fabricación a través de una estructura administrativa unificada que generalmente reúne en una sola empresa a un fabricante importante y sus principales proveedores. Se supone que esta estructura proporciona programas de producción coordinados entre las plantas que cooperan, un uso más eficiente de los recursos y una asimilación más rápida de los avances tecnológicos. En noviembre de 1991, el Ministerio se convirtió en Open Joint-Stock Company Avtoselkhozmash Holding.

## Lista de ministros
| N.º | Ministro | Ministro          | Partido | Partido           | Periodo                                      | Gabinete                             |
| --- | -------- | ----------------- | ------- | ----------------- | -------------------------------------------- | ------------------------------------ |
| 1   |          | Stepán Akopov     |         | Partido Comunista | 17 de febrero de 1946 - 18 de abril de 1950  | Stalin II                            |
| 2   |          | Iván Jlamov       |         | Partido Comunista | 18 de abril de 1950 - 15 de marzo de 1953    | Stalin III                           |
| 3   |          | Stepan Akopov     |         | Partido Comunista | 19 de abril de 1954 - 23 de julio de 1955    | Malenkov II                          |
| 4   |          | Nikolái Strokin   |         | Partido Comunista | 23 de abril de 1955 - 5 de mayo de 1957      | Bulganin I                           |
| 5   |          | Aleksándr Tarásov |         | Partido Comunista | 2 de octubre de 1965 - 28 de junio de 1975   | Kosyguin I–II–III–IV                 |
| 6   |          | Víktor Poliákov   |         | Partido Comunista | 17 de julio de 1975 - 18 de octubre de 1986  | Kosyguin IV–V Tíjonov I–II Ryzhkov I |
| 7   |          | Nikolái Pugin     |         | Partido Comunista | 26 de octubre de 1986 - 2 de octubre de 1988 | Ryzhkov I                            |